# Kîhti, Ciudniv
Kîhti (în ucraineană Кихті) este un sat în comuna Drîhliv din raionul Ciudniv, regiunea Jîtomîr, Ucraina.

## Demografie
Componența lingvistică a localității Kîhti
     Ucraineană (98,13%)
     Rusă (1,87%)
Conform recensământului din 2001, majoritatea populației localității Kîhti era vorbitoare de ucraineană (98,13%), existând în minoritate și vorbitori de rusă (1,87%).